# Pece (Ivanec)
Pece is een plaats in de gemeente Ivanec in de Kroatische provincie Varaždin. De plaats telt 83 inwoners (2001).